# 1576
1576 (MDLXXVI) var ett skottår som började en söndag i den julianska kalendern.

## Händelser

### Juli
- 12 juli – Mogulriket annekterar Bengalen.[1]

### Augusti
- 8 augusti – Den danske astronomen Tycho Brahes observatorium Uranienborg börjar byggas på ön Ven.

### Okänt datum
- Den nya svenska gudstjänstordningen Liturgia Svecanæ Ecclesiæ (mer känd som Röda boken) utarbetas av kung Johan III och Petrus Fecht. I denna varnas för två vilddjur: övertron, representerad av katolska kyrkan, och vanhelgandet, syftande på lutherdomen.
- Kanslisekreterare Petrus Fecht reser till Rom men omkommer under vägen.
- Johan III anlägger ett teologiskt kollegium, Collegium regium Stockholmense i vad som tidigare varit Stockholms franciskanerkloster på Riddarholmen. Den norske jesuiten Laurentius Nicolai, mer känd som Klosterlasse anställs som skolans ledare och håller föreläsningar om teologi.
- Johan III tillkallar Vadstenas byggmästare, Arent de Roy, för att planera ombyggnaden av Linköpings slott till ett renässansslott.
- Sten Sture den äldres kista överförs från Kärnbo kyrka till domkyrkan i Strängnäs.
- Stockholm hemsöks av pest.
- Den kallaste delen av lilla istiden för Skandinaviens del inleds och varar till 1625.
- Rudolf II blir tysk-romersk kejsare.

## Födda
- Isabella Gonzaga, hertiginna av Mantua och Monferrato.
- Jesper Mattson Cruus af Edeby, svensk fältmarskalk, ämbetsman och riksråd, riksskattmästare 1615–1622 (född detta eller nästa år).

## Avlidna
- 6 januari – Göran Eriksson (Gyllenstierna), svenskt riksråd.
- 27 augusti – Tizian, italiensk målare.
- 21 september – Girolamo Cardano, italiensk uppfinnare och matematiker (självmord).
- Georg Joachim Rheticus, tysk matematiker och astronom.
- Eleonora di Garzia di Toledo, italiensk adelskvinna.

### Fotnoter
1. ↑  World Statesmen (läst 4 april 2011)